# Ботров
Ботро́в (болг. Ботров) — село в Русенській області Болгарії. Входить до складу общини Бяла.

## Населення
За даними перепису населення 2011 року у селі проживали 307 осіб.
Національний склад населення села:
| Національність   | Кількість осіб | Відсоток |
| ---------------- | -------------- | -------- |
| турки            | 199            | 65,9%    |
| цигани           | 56             | 18,5%    |
| болгари          | 45             | 14,9%    |
| Всього відповіли | 302            |          |

Розподіл населення за віком у 2011 році:
Динаміка населення: